# Jim Gérald
Jim Gérald, de son vrai nom Gérald Ernest Cuénod, né le 4 juillet 1889 à Paris dans le 1er arrondissement, et mort le 2 juillet 1958 dans la même ville dans le 8e arrondissement, est un acteur français. Il est l'un des premiers acteurs du cinéma parlant français.

## Filmographie
- 1911 : Belle maman a mangé du cheval - Production Pathé-Frères
- 1923 : La Légende de sœur Béatrix de Jacques de Baroncelli
- 1925 : Le Voyage imaginaire de René Clair
- 1926 : La Proie du vent de René Clair : le médecin
- 1926 : Le Bouif errant de René Hervil
- 1926 : Le Capitaine Rascasse de Henri Desfontaines
- 1927 : Éducation de prince d'Henri Diamant-Berger
- 1927 : Le Chauffeur de Mademoiselle de Henri Chomette
- 1927 : Les Transatlantiques de Pierre Colombier
- 1928 : Un chapeau de paille d'Italie de René Clair : Bauperthuis
- 1929 : Le Perroquet vert de Jean Milva
- 1929 : Les Deux Timides de René Clair : Anatole Garadoux
- 1929 : Bateaux parisiens de Michel Gorel et Jean Goreaud - (court métrage)
- 1929 : Ernest ou Amélieou Le Cruel Destin de Jacques de Casembroot - (court métrage)
- 1929 : L'Aventure de Luna-park de Albert Préjean - (court métrage)
- 1929 : Les Taciturnes de Jacques de Casembroot
- 1929 : Mon copain de papa (Vater und Sohn) de Géza von Bolváry
- 1929 : Un soir au Cocktail's Bar de Roger Lion
- 1930 : Amour de votre matin de Max de Vaucorbeil - (court métrage)
- 1930 : La nuit est à nous d'Henry Roussel, Roger Lion et Carl Froelich
- 1930 : Barcarolle d'amour de Carl Froelich et Henry Roussel
- 1930 : Ça aussi c'est Paris de Antoine Mourre - (court métrage)
- 1930 : La Chanson des nations de Rudolf Meinert et Maurice Gleize
- 1930 : La Folle Aventure de Carl Froelich et André-Paul Antoine
- 1930 : L'amour chante de Robert Florey
- 1930 : L'Arlésienne de Jacques de Baroncelli
- 1930 : Les Chevaliers de la montagne de Mario Bonnard
- 1930 : Mon cœur incognito de Manfred Noa et André-Paul Antoine
- 1931 : À bas les hommes de Henri Decoin - (court métrage)
- 1931 : Laurette ou le Cachet rouge de Jacques de Casembroot : le capitaine du brick
- 1931 : Le Chant du marin de Carmine Gallone
- 1931 : Le Chanteur inconnu de Victor Tourjansky
- 1931 : Ma tante d'Honfleur de Maurice Diamant-Berger
- 1931 : Treize à table de Joseph Guarino-Glavany - (court métrage)
- 1932 : L'Amour en vitesse de Claude Heymann et Johannes Guter
- 1932 : Mon curé chez les riches de E.B Donatien
- 1932 : Pan!...Pan! de Georges Lacombe - (court métrage)
- 1932 : Rocambole de Gabriel Rosca
- 1933 : Voyage de noces de Erich Schmidt et Germain Fried
- 1933 : Rivaux de la piste de Serge de Poligny
- 1933 : La Dernière Nuit de Jacques de Casembroot
- 1933 : Le Grillon du foyer de Robert Boudrioz
- 1933 : Le Testament du docteur Mabuse de Fritz Lang et René Sti
- 1933 : Martini sec de Edmond T. Gréville - (court métrage)
- 1933 : Mimosa bar de Jacques de Casembroot - (court métrage)
- 1933 : Miss Helyett de Hubert Bourlon et Jean Kemm
- 1933 : Quand on a sa voiture de André Pellenc - (court métrage)
- 1933 : Tessa, la nymphe au cœur fidèle - (The constant nymph) de Basil Dean
- 1933 : Toto de Jacques Tourneur
- 1933 : Travail de nuit de Jacques de Casembroot - (court métrage)
- 1934 : L'assassin est parmi nous de Jacques de Casembroot - (court métrage)
- 1934 : L'Auberge du petit dragon de Jean de Limur
- 1934 : Le Bossu de René Sti
- 1934 : Le Roi des Champs-Élysées de Max Nosseck
- 1934 : Les Deux Papas de Carlo Felice Tavano - (court métrage)
- 1934 : L'Homme à l'oreille cassée de Robert Boudrioz
- 1934 : Un gosse pour 100.000 francs de Gaston Schoukens
- 1935 : La Valse étrusque de Georges Pallu et Max Lerel - (court métrage)
- 1935 : Le Roi des gangsters de Maurice Gleize - (court métrage)
- 1935 : Le Train d'amour de Pierre Weill
- 1935 : Les Conquêtes de César de Léo Joannon
- 1935 : Monsieur Sans-Gêne de Karl Anton
- 1935 : Une bonne affaire de Victor de Fast - (court métrage)
- 1936 : À louer meublé de Gilbert de Knyffe et Jacques de Casembroot - (court métrage)
- 1936 : La Symphonie des brigands de Friedrich Feher
- 1936 : Match nul de Maurice Gleize - (court métrage)
- 1936 : Mister Flow ou Les Amants traqués  de Robert Siodmak
- 1936 : The Robber Symphony de Robert Wiene - version anglaise de La Symphonie des brigands
- 1937 : Bulldog Drummond at Bay de Norman Lee
- 1937 : Clothes and the woman d'Albert de Courville
- 1938 : Titin des Martigues de René Pujol
- 1938 : Ça c'est du sport de René Pujol
- 1938 : La Rue sans joie de André Hugon
- 1938 : Légions d'honneur de Maurice Gleize
- 1938 : Paix sur le Rhin de Jean Choux
- 1938 : Trois Artilleurs en vadrouille de René Pujol
- 1939 : L'Or dans la montagne ou Farinet  de Max Haufler : Crittin, l'aubergiste
- 1939 : La Boutique aux illusions de Jacques Séverac
- 1940 : En français, messieurs (French Without Tears) d'Anthony Asquith
- 1940 : L'Or du Cristobal de Jean Stelli
- 1941 : La Troisième Dalle de Michel Dulud
- 1942 : Macao, l'enfer du jeu de Jean Delannoy
- 1943 : Une vie de chien de Maurice Cammage
- 1945 : Boule de Suif de Christian-Jaque
- 1946 : Le Bateau à soupe de Maurice Gleize
- 1946 : Le Secret du Florida de Jacques Houssin
- 1946 : L'Ennemi sans visage de Maurice Cammage et Robert-Paul Dagan
- 1947 : Et dix de der de Robert Hennion
- 1947 : La Leçon de courtoisie de G. Alexaht - (court métrage)
- 1947 : Les jeux sont faits de Jean Delannoy
- 1948 : Aux yeux du souvenir de Jean Delannoy
- 1949 : Les Joyeux conscrits ou  La Bataille du feu de Maurice de Canonge
- 1949 : Dans la vie tout s'arrange de Marcel Cravenne
- 1950 : Tête blonde de Maurice Cam
- 1950 : Avocate d'office de Marcel Lucien - (court métrage)
- 1950 : Dakota 308 de Jacques Daniel-Norman
- 1950 : Le Gang des tractions-arrière de Jean Loubignac
- 1951 : La Taverne de la Nouvelle-Orléans  - (Adventures of Captain Fabian) de William Marshall
- 1951 : Anatole chéri de Claude Heymann
- 1951 : Take me to Paris de Jack Raymond
- 1952 : Adieu Paris de Claude Heymann
- 1952 : Au diable la vertu de Jean Laviron
- 1952 : La Minute de vérité de Jean Delannoy
- 1952 : L'Île aux femmes nues de Henry Lepage
- 1952 : Moulin Rouge de John Huston
- 1952 : Pardon My French de Bernard Vorhaus
- 1953 : Le Rideau cramoisi d'Alexandre Astruc
- 1953 : La Route Napoléon de Jean Delannoy
- 1953 : Le Guérisseur d'Yves Ciampi
- 1954 : L'Affaire Maurizius de Julien Duvivier
- 1954 : C'est... la vie parisienne de Alfred Rode
- 1954 : Destinées de Jean Delannoy, dans le sketch : "Jeanne"
- 1954 : La Comtesse aux pieds nus - (The barefoot Contessa) de Joseph L. Mankiewicz
- 1954 : Les Éloquents de Jacques Gillon - (court métrage, documentaire)
- 1956 : Ces sacrées vacances de Robert Vernay
- 1956 : Elena et les Hommes de Jean Renoir
- 1956 : Les Insoumises de René Gaveau
- 1956 : Marie-Antoinette reine de France de Jean Delannoy
- 1956 : Si Paris nous était conté de Sacha Guitry
- 1956 : C'est une fille de Paname d'Henry Lepage
- 1956 : Fernand cow-boy de Guy Lefranc
- 1956 : Honoré de Marseille de Maurice Regamey
- 1956 : L'Auberge en folie de Pierre Chevalier
- 1956 : L'Énigmatique Monsieur D (Foreign Intrigue) de Sheldon Reynolds
- 1956 : Les Lumières du soir de Robert Vernay
- 1956 : Zaza de René Gaveau
- 1957 : Printemps à Paris de Jean-Claude Roy
- 1957 : Fric-frac en dentelles de Guillaume Radot
- 1957 : Le Chômeur de Clochemerle de Jean Boyer
- 1957 : Le Souffle du désir de Henry Lepage
- 1958 : Les Jeux dangereux de Pierre Chenal
- 1958 : La Môme aux boutons de Georges Lautner
- 1959 : Le vent se lève de Yves Ciampi

## Théâtre
- 1922 : Les Ratés de Henri-René Lenormand, mise en scène Georges Pitoëff, Théâtre des Champs-Élysées
- 1923 : Six personnages en quête d'auteur de Luigi Pirandello, mise en scène Georges Pitoëff, Comédie des Champs-Élysées
- 1923 : Liliom de Ferenc Molnár, mise en scène Georges Pitoëff, Comédie des Champs-Élysées
- 1923 : La Journée des aveux de Georges Duhamel, mise en scène Georges Pitoëff, Théâtre des Champs-Élysées
- 1923 : La Petite Baraque d'Alexandre Blok, mise en scène Georges Pitoëff, Comédie des Champs-Élysées
- 1925 : Sainte Jeanne de George Bernard Shaw, mise en scène Georges Pitoëff, Théâtre des Arts
- 1926 : Le Revizor d'après Nicolas Gogol, mise en scène Louis Jouvet, Théâtre du Marais (Bruxelles)
- 1928 : Siegfried de Jean Giraudoux, mise en scène Louis Jouvet, Comédie des Champs-Élysées